# Ancistrus ranunculus
Az Ancistrus ranunculus a sugarasúszójú halak (Actinopterygii) osztályának harcsaalakúak (Siluriformes) rendjébe, ezen belül a tepsifejűharcsa-félék (Loricariidae) családjába tartozó faj.

## Előfordulása
Az Ancistrus ranunculus Dél-Amerikában fordul elő. A brazíliai Xingu és Tocantins folyók medencéiben található meg.

## Megjelenése
Ez a tepsifejűharcsafaj legfeljebb 12,9 centiméter hosszú.

## Életmódja
A szubtrópusi édesvizeket kedveli. A 25-28 Celsius-fokos hőmérsékletű vízben érzi jól magát. Az Ancistrus ranunculus, mint a többi algaevő harcsafaj, a víz fenekén él és keresi meg a táplálékát. Az Ancistrus ranunculus a tiszta vizű, lassan folydogáló folyószakaszokat választja élőhelyül. A száraz évszakban a 3 méter mély szakaszokat keresi. A mederben levő rések közé vagy a nagy kövek alá rejtőzik el.